# 落堆强康拉康
落堆强康拉康，位于西藏自治区拉萨市林周县春堆乡洛堆村洛堆组，是一座藏传佛教寺院。

## 简介
落堆强康拉康位于西藏自治区拉萨市林周县，为藏传佛教寺院。
2012年，该寺的僧人普琼被评为西藏自治区爱国守法先进僧尼。